# Fortifications de Belle-Île-en-Mer
Cette liste des fortifications de Belle-Île-en-Mer recense de manière non exhaustive les fortins, corps de garde et éléments de fortification construits à  Belle-Île-en-Mer, île du département du Morbihan.
| Citadelle Vauban Corps de garde de Fort Larron Enceinte du Palais Fort du Gros Rocher Fort Ramonet Fort de Taillefer Fort de Port-Fouquet Retranchement de Borbardoué Fortin de Kerdonis Fortin de Port Andro Fortin de Port Maria Ensemble fortifié de La Ferrière Samzun Fort du Bugull Réduit de La Biche Réduit de la Pointe-d'Arzic Fort Sarah Bernhardt Corps de garde de la Pointe du Cardinal Batterie de Port-Blanc Castel Bornor Batterie du Skeul |

| Édifice                                             | Commune                     | Époque de construction     | Notice Mérimée                       | Coordonnées                        | Commentaires | Illustration. |
| --------------------------------------------------- | --------------------------- | -------------------------- | ------------------------------------ | ---------------------------------- | --- | ------------- |
| Castel Bornor                                       | Bangor                      | 1780                       |                                      | 47° 17′ 39″ nord, 3° 12′ 26″ ouest | Batterie armée d'un mortier et de deux canons, avec un corps de garde et un magasin à poudre, désarmé en 1815.                                                   |               |
| Citadelle Vauban                                    | Le Palais                   | XVIe siècle au XIXe siècle | « PA00091470 », notice no PA00091470 | 47° 20′ 58″ nord, 3° 09′ 17″ ouest | Inscrit MH le 9 mars 1994 ; classé MH le 22 juin 2007. |               |
| Corps de garde de Fort Larron                       | Le Palais                   | 1859                       | « PA56000043 », notice no PA56000043 | 47° 19′ 53″ nord, 3° 08′ 35″ ouest | Corps de garde, modèle 1846 n°3 Inscrit MH le 30 octobre 2000.                                                                                                   |               |
| Enceinte du Palais                                  | Le Palais                   | XIXe siècle                | « PA56000039 », notice no PA56000039 | 47° 20′ 38″ nord, 3° 09′ 32″ ouest | Inscrit MH le 30 octobre 2000 ; classé MH le 3 novembre 2004. |               |
| Fort du Gros Rocher                                 | Le Palais                   | 1859                       | « PA56000044 », notice no PA56000044 | 47° 19′ 41″ nord, 3° 07′ 32″ ouest | Inscrit MH le 30 octobre 2000. |               |
| Fort Ramonet                                        | Le Palais                   | 1860-1882                  | « PA56000040 », notice no PA56000040 | 47° 20′ 33″ nord, 3° 08′ 46″ ouest | Inscrit MH le 30 octobre 2000. |               |
| Fort de Taillefer                                   | Le Palais                   | 1860-1930                  | « PA56000042 », notice no PA56000042 | 47° 21′ 50″ nord, 3° 09′ 29″ ouest | Inscrit MH le 30 octobre 2000. |               |
| Fortin de Port-Fouquet                              | Le Palais                   | 1859                       | « PA56000041 », notice no PA56000041 | 47° 21′ 37″ nord, 3° 10′ 24″ ouest | Corps de garde, modèle 1846 n°3 Inscrit MH le 30 octobre 2000.                                                                                                   |               |
| Retranchement de Bordardoué                         | Le Palais Bordardoué        | XVIIe et XVIIIe siècles    | « PA56000038 », notice no PA56000038 | 47° 19′ 42″ nord, 3° 08′ 10″ ouest | Inscrit MH le 30 octobre 2000. |               |
| Batterie du Skeul                                   | Locmaria                    | 1800                       | « IA00008979 », notice no IA00008979 | 47° 16′ 47″ nord, 3° 05′ 44″ ouest | Batterie d'artillerie construite en 1800. Elle était équipée de 2 canons pointant vers le large. Il ne reste plus que le soubassement taillé dans le rocher.     |               |
| Fortin de Kerdonis                                  | Locmaria                    | 1858                       | « PA56000037 », notice no PA56000037 | 47° 18′ 31″ nord, 3° 03′ 27″ ouest | Corps de garde, modèle 1846 n°3 Inscrit MH le 30 octobre 2000.                                                                                                   |               |
| Fortin de Port-Andro                                | Locmaria                    | XIXe siècle                | « PA56000036 », notice no PA56000036 | 47° 18′ 23″ nord, 3° 03′ 52″ ouest | Tour, modèle 1846 n°2 ouvrage à deux étages avec terrasse. Inscrit MH le 30 octobre 2000.                                                                        |               |
| Fortin de Port-Maria                                | Locmaria                    | 1860                       | « PA56000033 », notice no PA56000033 | 47° 17′ 39″ nord, 3° 04′ 38″ ouest | Corps de garde, modèle 1846 n° 2, modifié pour 30 hommes La toiture est d'origine, le fortin étant dominé par le terrain alentour Inscrit MH le 30 octobre 2000. |               |
| Ensemble fortifié de La Ferrière                    | Locmaria                    | 1747                       | « PA56000050 », notice no PA56000050 | 47° 19′ 00″ nord, 3° 06′ 19″ ouest | Corps de garde, modèle 1846 n°3 Inscrit MH le 2 mars 2001. |               |
| Retranchement des Sables de Samzun                  | Locmaria                    | 1747                       | « IA00008990 », notice no IA00008990 | 47° 18′ 55″ nord, 3° 05′ 35″ ouest | Retranchement fortifié, en moellons de schiste, barrant la plage faisant partie du système de défense de la Ferrière.                                            |               |
| Fort du Bugull                                      | Locmaria                    | 1858                       | « PA56000035 », notice no PA56000035 | 47° 19′ 25″ nord, 3° 06′ 51″ ouest | Corps de garde, modèle 1846 n°3 Inscrit MH le 30 octobre 2000.                                                                                                   |               |
| Réduit de La Biche                                  | Locmaria                    | 1858                       | « PA56000032 », notice no PA56000032 | 47° 18′ 56″ nord, 3° 05′ 22″ ouest | Corps de garde, modèle 1846 n°3 Inscrit MH le 9 novembre 2000.                                                                                                   |               |
| Réduit de la Pointe-d'Arzic                         | Locmaria                    | fin du XIXe siècle         | « PA56000034 », notice no PA56000034 | 47° 17′ 15″ nord, 3° 04′ 32″ ouest | Corps de garde, modèle 1846 n°3 Inscrit MH le 30 octobre 2000.                                                                                                   |               |
| Fort Sarah Bernhardt Fort de la Pointe des Poulains | Sauzon, Pointe des Poulains | 1859                       | « PA56000046 », notice no PA56000046 | 47° 23′ 09″ nord, 3° 14′ 58″ ouest | Corps de garde, modèle 1846 n°3, abandonné en 1870 et racheté par Sarah Bernhardt en 1894. Inscrit MH le 30 octobre 2000.                                        |               |
| Corps de garde de la Pointe du Cardinal             | Sauzon                      | 1861                       | « PA56000047 », notice no PA56000047 | 47° 22′ 41″ nord, 3° 13′ 07″ ouest | Corps de garde, modèle 1846 n°3 Inscrit MH le 30 octobre 2000.                                                                                                   |               |
| Batterie de Port-Blanc                              | Sauzon                      | XVIIe siècle               | « PA56000081 », notice no PA56000081 | 47° 22′ 24″ nord, 3° 12′ 58″ ouest | Inscrit MH le 31 janvier 2017. |               |